# Велика (Чорногорія)
Велика (чорн. Velika/Велика) — село (поселення) в Чорногорії, підпорядковане общині Плав. Християнське поселення з населенням 417 мешканців.

## Населення
Динаміка чисельності населення (станом на 2003 рік):
- 1948 → 1.352
- 1953 → 1.368
- 1961 → 1.249
- 1971 → 1.059
- 1981 → 717
- 1991 → 505
- 2003 → 417

Національний склад села (станом на 2003 рік):
Слід відмітити, що перепис населення проводився в часи міжетнічного протистояння на Балканах й тоді частина чорногорців солідаризувалася з сербами й відносила себе до спільної з ними національної групи (найменуючи себе югославами-сербами - притримуючись течії панславізму). Тому, в запланованому переписі на 2015 рік очікується суттєва кореляція цифр національного складу (в сторону збільшення кількості чорногорців) - оскільки тепер чіткіше проходитиме розмежування, міжнаціональне, в самій Чорногорії.